# Grigorij Prokof'evič Isaev
Grigorij Prokof'evič Isaev, in russo Григорий Прокофьевич Исаев? (Mogilev, 22 gennaio 1857 – San Pietroburgo, 6 aprile 1886), è stato un rivoluzionario russo.
Fu membro del Comitato esecutivo di Narodnaja volja e morì nella fortezza di Šlissel'burg.

## Biografia
Grigorij Isaev era figlio di un postino di Mogilev che morì pochi anni dopo la sua nascita. Crebbe dapprima in un orfanotrofio, dove ricevette un'educazione religiosa, e dal 1868 studiò nel collegio-ginnasio di Mogilev. Qui, insieme con alcuni compagni, lesse e scambiò libri vietati dalla censura: mentre alcuni di loro furono espulsi, Isaev poté concludere gli studi nel 1876.
S'iscrisse alla Facoltà di matematica e fisica dell'Università di Pietroburgo e, due anni dopo, in quella di medicina. In quegli anni che videro la nascita di Zemlja i Volja e numerosi erano i circoli studenteschi d'opposizione al regime, anche Isaev entrò a far parte di un gruppo di rivoluzionari. Presto si vide pedinato da una spia e imparò le tecniche per sottrarsi al suo controllo. Nell'alloggio di Pietroburgo che egli condivideva con altri studenti erano frequenti le perquisizioni: la sua prudenza e gli avvisi preventivi di Kletočnikov, un rivoluzionario infiltrato nella Terza Sezione, gli evitarono ogni conseguenza.
Verso la metà del 1879 entrò a far parte del gruppo «Svoboda ili smert» (Libertà o morte), fondato da Michajlov, Morozov, Kvjatkovskij e altri, che poco dopo, come Isaev, diedero vita a Narodnaja Volja. Nell'organizzazione, che faceva anche del terrorismo un'arma di lotta politica, la naturale abilità manuale di Isaev fu preziosa: nella preparazione degli ordigni esplosivi, Kibal'čič era il teorico e Isaev il tecnico.
Ebbe così parte nella preparazione dell'attentato del 1º dicembre 1879 alla ferrovia presso Mosca, preparò la dinamite che Chalturin fece esplodere nell'interno del Palazzo d'Inverno, prese parte allo scavo della via Ital'janskaja, a Odessa. In quest'occasione perse tre dita della mano sinistra per l'esplosione di una cartuccia di dinamite che stava preparando. Fu accompagnato all'ospedale da Anna Jakimova e, dopo le cure, continuò il suo lavoro a Pietroburgo, nella casa presso il ponte Voznesenskij che era il centro dell'attività illegale dell'organizzazione.
Nella capitale, prese parte al progetto di attentato della via Malaja Sadovaja, un tunnel minato che partiva da un negozio giungendo nel centro della strada dove abitualmente passava lo zar tutte le domeniche. Dopo la morte di Alessandro II, gran parte dei dirigenti narodovol'cy fu arrestata: Isaev fu catturato per strada il 24 aprile 1881. Rifiutò di fornire le proprie generalità e fu riconosciuto dal portinaio di casa.
Dal 21 febbraio 1882 fu processato con altri dieci membri del Comitato esecutivo - Michajlov, Frolenko, Morozov, Suchanov, Kolodkevič, Barannikov, Langans, Trigoni, Jakimova e Lebedeva - e nove agenti del Comitato. Il 27 febbraio furono tutti condannati a morte ma, a eccezione di Suchanov, la pena fu commutata nel carcere a vita. Dapprima detenuto nel rivellino Alekseevskij della fortezza Pietro e Paolo, alla sua chiusura decisa nel 1884, Isaev, ormai gravemente malato di tisi, fu trasferito nella fortezza di Šlissel'burg, dove morì due anni dopo.